# Chotlanli (Agdam)
Chotlanli est un village de la région d'Agdam en Azerbaïdjan.

## Histoire
En 1992-2020, Chotlanli était sous le contrôle des forces armées arméniennes. Le 20 novembre 2020, la région d'Agdam, y compris le village de Chotlanli a été rétrocédée à l'Azerbaïdjan conformément aux termes de la Déclaration tripartite du 10 novembre 2020, signée par les présidents azerbaïdjanais et russe et le premier ministre arménien.

## Géographie
Le village de Chotlanli de la région d'Agdam est situé dans la circonscription territoriale administrative Namirli.

## Économie
La principale occupation de la population est l'élevage, viticulture, céréaliculture, horticulture et l'agriculture.

## Culture
Avant l'occupation il y avait une école secondaire, un club, une bibliothèque, un centre médical dans le village de Chotlanli.

## Population
Selon les statistiques, la population du village est de 1382 personnes.